# سان كريستوبال دي توساس
بلدية سان كريستوبال دي توساس (بالإسبانية: San Cristóbal de Tosas) هي بلدية تقع في مقاطعة جرندة التابعة لمنطقة كتالونيا شمال شرق إسبانيا.

## الديموغرافيا
بلغ عدد سكان بلدية سان كريستوبال دي توساس 161 نسمة عام 2011 (وفقاً للمعهد الوطني الإسباني للإحصاء).
| 139 | 139 | 151 | 163 | 158 | 160 | 161 |